# Coupe du monde de cyclo-cross 2003-2004
Navigation
2002-2003 2004-2005
La 11e édition de la coupe du monde de cyclo-cross s'est déroulée entre les mois d'octobre 2003 et février 2004. Elle comprenait six manches disputées par les hommes et les femmes. Les vainqueurs dans chacune de ces catégories sont respectivement Richard Groenendaal et Hanka Kupfernagel.

## Hommes élites

### Résultats
| #  | Lieu         | Date        | Vainqueur           | Deuxième            | Troisième       | Leader du classement général |
| -- | ------------ | ----------- | ------------------- | ------------------- | --------------- | ---------------------------- |
| 1. | Turin        | 26 octobre  | Sven Nys            | Sven Vanthourenhout | Mario De Clercq | Sven Nys                     |
| 2. | Saint-Wendel | 16 novembre | Sven Nys            | Jiří Pospíšil       | Ben Berden      | Sven Nys                     |
| 3. | Wetzikon     | 7 décembre  | Sven Nys            | Bart Wellens        | Tom Vannoppen   | Sven Nys                     |
| 4. | Coxyde       | 28 décembre | Ben Berden          | Richard Groenendaal | Erwin Vervecken | Sven Nys                     |
| 5. | Nommay       | 18 janvier  | Bart Wellens        | Richard Groenendaal | Erwin Vervecken | Sven Nys                     |
| 6. | Pijnacker    | 15 février  | Richard Groenendaal | Tom Vannoppen       | Erwin Vervecken | Richard Groenendaal          |

### Classement final
|    | Coureur             | Pays     | Pts |
| 1  | Richard Groenendaal | Pays-Bas | 310 |
| 2  | Sven Nys            | Belgique | 299 |
| 3  | Bart Wellens        | Belgique | 280 |
| 4  | Ben Berden          | Belgique | 240 |
| 5  | Tom Vannoppen       | Belgique | 238 |
| 6  | Erwin Vervecken     | Belgique | 229 |
| 7  | Francis Mourey      | France   | 190 |
| 8  | Sven Vanthourenhout | Belgique | 189 |
| 9  | Christian Heule     | Suisse   | 179 |
| 10 | John Gadret         | France   | 169 |

## Femmes élites

### Résultats
| #  | Lieu         | Date        | Vainqueur            | Deuxième          | Troisième            |
| -- | ------------ | ----------- | -------------------- | ----------------- | -------------------- |
| 1. | Turin        | 26 octobre  | Daphny van den Brand | Hanka Kupfernagel | Marianne Vos         |
| 2. | Saint-Wendel | 16 novembre | Hanka Kupfernagel    | Alison Dunlap     | Maryline Salvetat    |
| 3. | Wetzikon     | 7 décembre  | Hanka Kupfernagel    | Maryline Salvetat | Laurence Leboucher   |
| 4. | Coxyde       | 28 décembre | Hanka Kupfernagel    | Maryline Salvetat | Marianne Vos         |
| 5. | Nommay       | 18 janvier  | Hanka Kupfernagel    | Maryline Salvetat | Daphny van den Brand |
| 6. | Pijnacker    | 15 février  | Marianne Vos         | Hanka Kupfernagel | Daphny van den Brand |

### Classement final
|   | Coureuse               | Pays      | Pts |
| 1 | Hanka Kupfernagel      | Allemagne | 390 |
| 2 | Marianne Vos           | Pays-Bas  | 292 |
| 3 | Maryline Salvetat      | France    | 286 |
| 4 | Reza Hormes-Ravenstijn | Pays-Bas  | 241 |
| 5 | Daphny van den Brand   | Pays-Bas  | 235 |